# Archidona
Archidona település Spanyolországban, Málaga tartományban. Archidona Villanueva del Trabuco, Villanueva del Rosario, Antequera, Villanueva de Algaidas, Villanueva de Tapia és Loja községekkel határos. Lakosainak száma 8042 fő (2024).

## Népesség
A település népessége az elmúlt években az alábbi módon változott:
| Lakosok száma | 8206 | 8403 | 8736 | 8858 | 8814 | 8577 | 8398 | 8238 | 8024 | 8042 |
|               | 2001 | 2004 | 2007 | 2009 | 2012 | 2014 | 2017 | 2019 | 2022 | 2024 |